# Jakku
A Jakku egy sivatagi bolygó a Csillagok háborúja kitalált univerzumban.
A Jakku egy kemény, sivatagi világ, egy törvénytelen hely, ahol tolvajok, törvényen kívüliek és menekültek laknak. A galaktikus polgárháború utolsó éveiben Jakku egy titkos birodalmi kutatási bázis helyszíne volt, és az ismeretlen régiókba vezető hadihajók kiugrási pontja. A Birodalom utolsó állomása volt a határbolygó felett, ami a lázadó és a birodalmi flották közötti lázas csatát eredményezett. Jakku homokos hulladékai régi roncsokkal vannak elszórva, amelyeket kétségbeesett guberálók szednek fel, akik azt remélik, hogy eladhatják az alkatrészeket.

## Helyzete
Jakku egy távoli sivatagi bolygó a Jakku rendszerben, a galaxis belső peremének nyugati sarkában.

## Leírása
A történet idején sivatagos bolygó, amit valamikor a múltban erdők és óceánok borítottak, de egy múltbeli katasztrófa következtében sivatagossá vált.

## Története
A galaxisban sokan távolinak és viszonylag értéktelennek tekintették, de a bolygó fontos események helyszíne volt, amelyek a galaxis történelmét alakították. 5 ABY-ben Jakku volt a jakkui csata helyszíne, ami kulcsfontosságú volt, mivel véget vetett a galaktikus polgárháborúnak az Új Köztársaság javára. Egy generációval később a bolygó volt az otthona Rey-nek, aki belebonyolódott az Első Rend-Ellenállás konfliktusba, miután segített a volt rendfenntartó Finn és BB-8 asztromechanikus droid szökésében a bolygóról. A hiányos térképük Luke Skywalker jedihez vezetett.

## Megjelenése a Csillagok háborúja filmekben
- Csillagok háborúja VII: Az ébredő Erő
- Star Wars IX. rész – Skywalker kora